# راني خضيرة
راني خضيرة (بالألمانية: Rani Khedira) (مواليد 27 يناير 1994) هو لاعب كرة قدم ألماني ، يلعب حاليًا لنادي لايبتسيغ الألماني في مركز خط الوسط الدفاعي ، وهو شقيق أصغر للاعب سامي خضيرة.

## روابط خارجية
- راني خضيرة على موقع الاتحاد الدولي (مؤرشف)  (الإنجليزية)
- راني خضيرة على موقع إي إس بي إن إف سي (الإنجليزية)
- راني خضيرة على موقع قاعدة بيانات كرة القدم.إي يو (الإنجليزية)
- راني خضيرة على موقع بيانات كرة القدم. دي إي (الألمانية)
- راني خضيرة على موقع Soccerbase.com (لاعب) (الإنجليزية)
- راني خضيرة على موقع Soccerway.com (الإنجليزية)
- راني خضيرة على موقع عالم كرة القدم.نت (الإنجليزية)
- راني خضيرة على موقع AS.com (الإسبانية)